# Transporte en Hong Kong

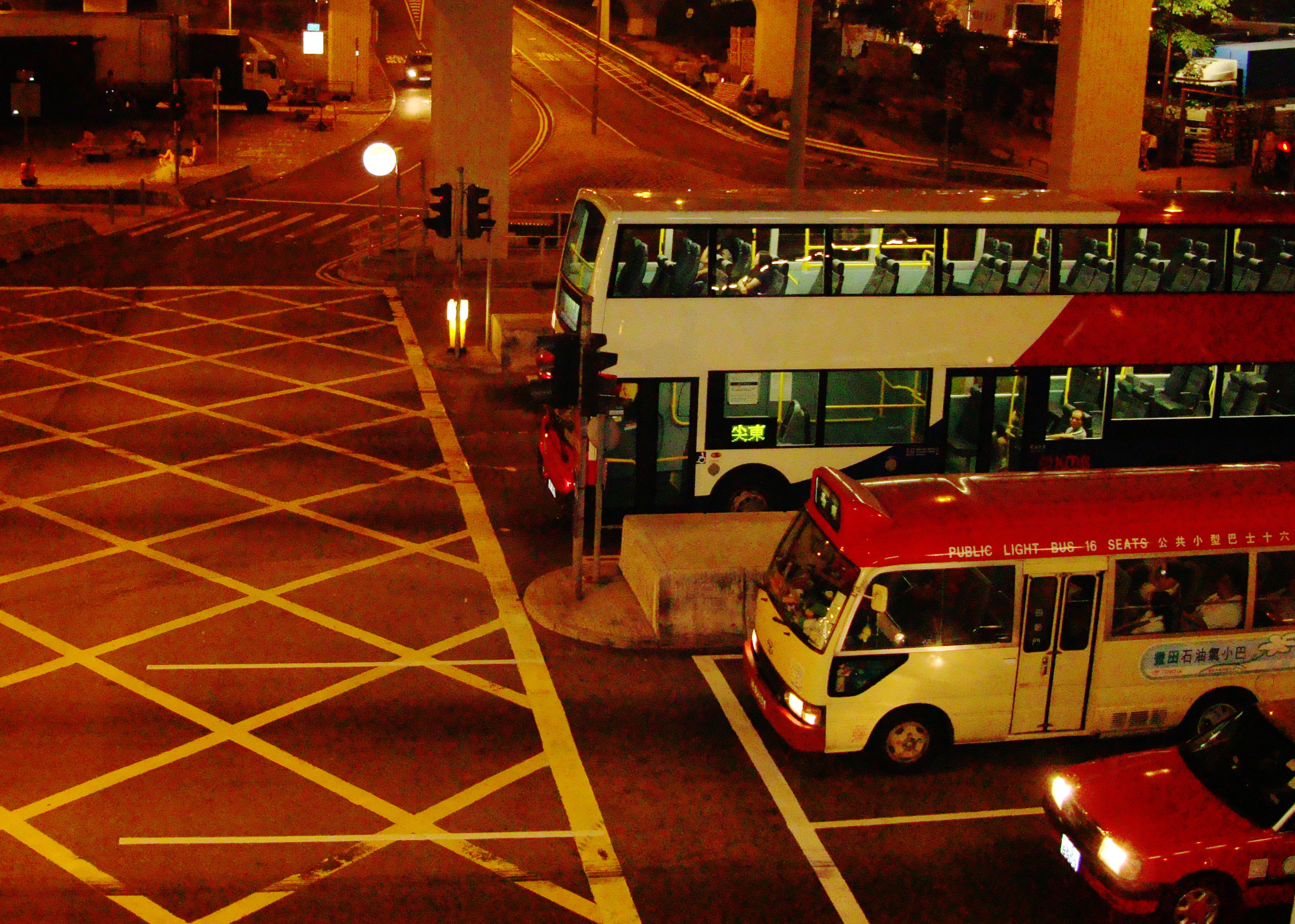
Transporte público en Hong Kong.

Hong Kong tiene una red de transporte altamente desarrollada y sofisticada, que abarca tanto el transporte público como el privado. Más del 90% de los desplazamientos diarios se realizan en transporte público, lo que la convierte en la tasa más alta en el mundo.
La tarjeta Octopus, un sistema de pago de dinero electrónico inteligente, se ha introducido en septiembre de 1997 para proporcionar una alternativa a los tradicionales billetes y monedas. Disponible para su compra en todas las estaciones del Metro de Hong Kong, la tarjeta Octopus es un sistema de pago sin contacto que permite el pago no sólo para el transporte público (como trenes, autobuses, tranvías, ferries y minibuses), sino también en parquímetros, tiendas de conveniencia, supermercados, restaurantes de comida rápida y la mayoría de las máquinas expendedoras.